# Grand Prix Brazylii 1985
Grand Prix Brazylii 1985 (oryg. Grande Prmio do Brasil) – pierwsza runda Mistrzostw Świata Formuły 1 w sezonie 1985, która odbyła się 7 kwietnia 1985, po raz szósty na torze Jacarepaguá.
14. Grand Prix Brazylii, 13. zaliczane do Mistrzostw Świata Formuły 1.

## Klasyfikacja
| Legenda oznaczeń w tabelach wyników Wyświetl szablon na nowej stronie | Legenda oznaczeń w tabelach wyników Wyświetl szablon na nowej stronie                                                                     |
| Oznaczenie                                                            | Wyjaśnienie |
| --------------------------------------------------------------------- | --- |
| Złoty                                                                 | Zwycięzca lub mistrzostwo |
| Srebrny                                                               | 2. miejsce lub wicemistrzostwo |
| Brązowy                                                               | 3. miejsce lub II wicemistrzostwo |
| Zielony                                                               | Ukończył, punktował (w klasyfikacji generalnej, gdy zdobył co najmniej jeden punkt na przestrzeni sezonu, poza trzema powyższymi opcjami) |
| Niebieski                                                             | Ukończył, nie punktował (w klasyfikacji generalnej, gdy nie zdobył co najmniej jednego punktu na przestrzeni sezonu)                      |
| Czerwony                                                              | Nie zakwalifikował się (NZ) |
| Czerwony                                                              | Nie prekwalifikował się (NPK) |
| Różowy                                                                | Nie ukończył (NU) |
| Różowy                                                                | Niesklasyfikowany (NS) (w klasyfikacji generalnej, gdy nie został sklasyfikowany w żadnym wyścigu sezonu)                                 |
| Czarny                                                                | Zdyskwalifikowany (DK) |
| Czarny                                                                | Wykluczony (WYK/EX) |
| Biały                                                                 | Nie wystartował (NW) |
| Biały                                                                 | Kontuzjowany (K/INJ) |
| Biały                                                                 | Wyścig odwołany (OD/C) |
| Bez koloru                                                            | Został wycofany (WYC/WD) |
| Bez koloru                                                            | Nie przybył (NP/DNA) |
| Bez koloru                                                            | Nie brał udziału w treningach (NT/DNP) |
| Bez koloru                                                            | Nie został zgłoszony (–) |
| Pogrubienie                                                           | Start z pole position |
| Kursywa                                                               | Najszybsze okrążenie wyścigu |
| †                                                                     | Nie ukończył, ale jego rezultat został zaliczony ze względu na przejechanie więcej niż 90% dystansu wyścigu.                              |
| *                                                                     | Sezon w trakcie |
| 1/2/3                                                                 | Punktowana pozycja w sprincie kwalifikacyjnym                                                                                             |
| Lista systemów punktacji Formuły 1                                    | |

| Pos | No | Kierowca           | Konstruktor       | Okrążeń | Czas/powód NU      | Poz. Start. | Punktów |
| --- | -- | ------------------ | ----------------- | ------- | ------------------ | ----------- | ------- |
| 1   | 2  | Alain Prost        | McLaren-TAG       | 61      | 1:41:26.115        | 6           | 9       |
| 2   | 27 | Michele Alboreto   | Ferrari           | 61      | + 3.259            | 1           | 6       |
| 3   | 11 | Elio de Angelis    | Lotus-Renault     | 60      | + 1 Okrążenie      | 3           | 4       |
| 4   | 28 | René Arnoux        | Ferrari           | 59      | + 2 Okrążeń        | 7           | 3       |
| 5   | 15 | Patrick Tambay     | Renault           | 59      | + 2 Okrążeń        | 11          | 2       |
| 6   | 26 | Jacques Laffite    | Ligier-Renault    | 59      | + 2 Okrążeń        | 15          | 1       |
| 7   | 4  | Stefan Johansson   | Tyrrell-Ford      | 58      | + 3 Okrążeń        | 23          |         |
| 8   | 3  | Martin Brundle     | Tyrrell-Ford      | 58      | + 3 Okrążeń        | 21          |         |
| 9   | 10 | Philippe Alliot    | RAM-Hart          | 58      | + 3 Okrążeń        | 20          |         |
| 10  | 16 | Derek Warwick      | Renault           | 57      | + 4 Okrążeń        | 10          |         |
| 11  | 18 | Thierry Boutsen    | Arrows-BMW        | 57      | + 4 Okrążeń        | 12          |         |
| 12  | 24 | Piercarlo Ghinzani | Osella-Alfa Romeo | 57      | + 4 Okrążeń        | 22          |         |
| 13  | 9  | Manfred Winkelhock | RAM-Hart          | 57      | + 4 Okrążeń        | 16          |         |
| NU  | 17 | Gerhard Berger     | Arrows-BMW        | 51      | Zawieszenie        | 19          |         |
| NU  | 12 | Ayrton Senna       | Lotus-Renault     | 48      | elektronika        | 4           |         |
| NU  | 23 | Eddie Cheever      | Alfa Romeo        | 42      | Silnik             | 18          |         |
| NU  | 29 | Pierluigi Martini  | Minardi-Ford      | 41      | Silnik             | 25          |         |
| NU  | 1  | Niki Lauda         | McLaren-TAG       | 27      | Problemy z paliwem | 9           |         |
| NU  | 25 | Andrea de Cesaris  | Ligier-Renault    | 26      | Wypadek            | 13          |         |
| NU  | 22 | Riccardo Patrese   | Alfa Romeo        | 20      | Przebita opona     | 14          |         |
| NU  | 6  | Keke Rosberg       | Williams-Honda    | 10      | Turbo              | 2           |         |
| NU  | 8  | François Hesnault  | Brabham-BMW       | 9       | Wypadek            | 17          |         |
| NU  | 5  | Nigel Mansell      | Williams-Honda    | 8       | Układ wydechowy    | 5           |         |
| NU  | 21 | Mauro Baldi        | Spirit-Hart       | 7       | Turbo              | 24          |         |
| NU  | 7  | Nelson Piquet      | Brabham-BMW       | 2       | Skrz. biegów       | 8           |         |